# Гёзы
Гёзы (нидерл. Geuzen, фр. Les Gueux — дословно — «нищие», «голь», как их презрительно называли противники за кальвинистскую приверженность к скромной одежде без украшений) — участники нидерландского антииспанского восстания, которые в 1566—1576 годах боролись против габсбургского правления в Нидерландах, испанской армии и католической церкви. Самая большая группа гёзов воевала на море и была названа морскими гёзами (нидерл. watergeuzen, фр. Gueux de mer). Взятие Брилле морскими гёзами под командованием Виллема II де ла Марка в 1572 году создало плацдарм для их высадки на сушу, благодаря чему стало возможным завоевание северной части Нидерландов и основание Республики Соединённых провинций. Их можно рассматривать как каперов или пиратов, в зависимости от обстоятельств или мотивов. Кроме того, существовали лесные гёзы.

## Возникновение
В ответ на народные волнения в подконтрольных испанской короне Нидерландах Филипп II направляет туда войско под командованием Фернандо Альвареса де Толедо (герцог Альба). Получив титул вице-короля и многотысячную армию, он начал политику репрессий. Вступив в 1567 году в Брюссель, герцог Альба отдал приказ об аресте и казни графа Эгмонта и Горна, вокруг которых ополчалось население страны. После этого был созван «Совет по делам о беспорядках» (Кровавый совет), который тысячами выдавал ордеры на аресты и конфискацию имущества. Однако для герцога Альбы и этих мер оказалось недостаточно. В 1571 году он инициировал введение налоговой системы: 1 % на все имущество, 5 % на продажу недвижимости, 10 % на движимое имущество. После этого экономическая жизнь страны вошла в период стагнации и население, лишенное рабочих мест, движимое страхом из-за преследований со стороны католичества — собиралось в группы и перешло в состояние партизанской войны.

## Морские гёзы
В большинстве случаев морскими гёзами становились владельцы судов и члены их команд. Они собирались в соединения кораблей и нападали на испанские корабли, совершали высадки, разрушали дамбы, занимались пиратством. На изначальном этапе их борьбы Англия, Германия и Франция предоставляли гёзам свои порты для базирования. Вильгельм I Оранский, в свою очередь, стал практиковать выдачу каперских свидетельств, за что морские гёзы обязались передавать ему треть своей добычи. Благодаря накопленным деньгам, к 1569 году были готовы к активным боевым действиям восемьдесят четыре корабля. Чтобы они не превратились в неконтролируемую силу, Вильгельм I Оранский учредил для морских гёзов устав, назначил Виллема II де ла Марка адмиралом и приказал своему брату Людвигу Нассау-Дилленбургскому отвечать за снабжение. В 1572 году Испания с помощью дипломатических переговоров достигла соглашения с Англией и последняя обязалась закрыть порты для повстанцев и выдворить их корабли незамедлительно. После этого, 1 апреля 1572 года соединение из 22 кораблей покинули порт Дувр и перешли к осаде города Брилле. В 1573 году морские гёзы сняли испанскую блокаду города Лейден, а уже на следующий год полностью перешли под командование Вильгельма I Оранского и начали использовать оранжево-бело-синий флаг. Также, именно они впервые в истории мореплавания подняли на своих судах специальный флаг — гюйс. В том же 1573 году морские гёзы пришли на помощь осажденному городу Алкмар. Неудачная осада этого города вынудила испанское командование снарядить флот во главе с графом Боссу. Флот в количестве 30 кораблей вышел из захваченного испанцами Амстердама и сразу же был атакован силами морских гёзов. Из-за разницы в технических характеристиках и качестве вооружения повстанцы не смогли вступить в прямой бой всеми силами и потому избрали тактику выматывания соперника. Решающее сражение произошло в заливе Зёйдерзе, в результате испанский флот был частично уничтожен и рассеян, а его командующий граф Боссу был взят в плен. В 1574 году флот морских гёзов поспешил к Лейдену, который уже находился больше года в осаде. Корабли под командованием адмирала Буссю 1 сентября 1574 года подошли к Роттердаму, где их ожидал Вильгельм I Оранский. Он ожидал одобрения на применение радикальной меры — открытие шлюзов и разрушение дамбы, чтобы потопить испанские войска. Когда одобрение было получено, корабли двинулись к плотине Ланд-Шидинг, что в пяти милях от Лейдена. Благодаря особому строению (около двух сотен судов с неглубокой осадкой, под управлением от десяти до восемнадцати гребцов и с вооружением в десять пушек) морские гёзы могли входить в узкие и неглубокие каналы, совершая рейды вглубь страны. На своем пути они вступали в бой с испанцами, охраняющими плотины и захватывали их одну за другой. Совместно с сухопутными силами морским гёзам удалось снять осаду Лейдена 3 октября 1574 года.

## Лесные гёзы
История возникновения организованного движения сопротивления и ведение партизанской войны против испанских войск и местных чиновников уходит корнями к 1521 году. В это время активизировалась католическая церковь, и развернула широкомасштабную борьбу с еретиками. Заручившись поддержкой чиновников на местах, она вынудила массы людей мигрировать с обжитых мест и бежать не только в леса, но и за пределы королевства — в германские земли. В дальнейшем к беглецам присоединялось все больше людей, которые были изгнанниками и преследуемые в силу разного рода причин: стремление сельских жителей к уравнению в правах с горожанами, разорение вследствие повышения налогов, упадка производства (к примеру, сукноделие в Антверпене), религиозный фанатизм и нетерпимость. Поскольку мятежные процессы на территории Нидерландов продолжались длительное время, именно эти массы населения, получившие впоследствии название «лесных гёзов», стали основной силой в борьбе с испанскими войсками. Впервые, ранее неорганизованные массы населения объединились вокруг общей цели и перешли к массовому восстанию 10 августа 1566 года, что получило название «Иконоборческое восстание». Очень быстро по всей стране жители стали объединяться и нападать на войска, грабить имущество католической церкви, выпускать из тюрем заключенных кальвинистов, устранять от власти испанских наместников. Создавались фонды помощи беднякам и инвалидам, куда передавались награбленные ценности. После вступления в страну герцога Альбы для подавления мятежей, повстанцы разделились на немногочисленные группы и укрылись в лесах, поскольку армия испанцев составляла 54500 пехоты и 4780 кавалерии и открытое сражение с ней закончилось бы фатально. Главной задачей «лесных» гёзов стала партизанская борьба с испанскими войсками, чиновниками и католическим духовенством. Основным районом их действий стали леса Фландрии, предгорные районы юга, а также города Дранутр, Бёшеп, Ньепп, Ниве Керке. С переменным успехом гёзы сражались до 1576 года, когда было подписано «Гентское умиротворение».

## Награды и отличительные знаки
Совет дворян и кальвинистов Антверпена в поисках возможных союзников против Испанской империи наладили дипломатические отношения с Османской империей. Среди гёзов стал распространяться слух о том, что турки пришлют вооруженную поддержку повстанцам. После этого «лесные» гёзы стали изготовлять и носить медали в форме полумесяца с надписью: «Лучше турки, чем паписты», а «морские» гёзы крепили такие значки к шляпам.

## Упоминания
О гёзах постоянно упоминает Тиль Уленшпигель в «Легенде об Уленшпигеле» Шарля де Костера. Обычно, в указанной легенде этот персонаж восхваляет эту социальную общность, говоря: «Да здравствуют гёзы!».